# Resolució 1353 del Consell de Seguretat de les Nacions Unides
La Resolució 1353 del Consell de Seguretat de les Nacions Unides fou adoptada per unanimitat el 13 de juny de 2001. Després de recordar les resolucions 1318 (2000) i la 1327 (2000), el Consell va acordar propostes per enfortir la relació de les Nacions Unides amb els països que aporten tropes i el Secretariat de les Nacions Unides en operacions de manteniment de la pau.

## Resolució

### Observacions
El 16 de gener de 2001 es va debatre l'enfortiment de la cooperació amb els països que aporten contingents a les missions de manteniment de la pau. Reafirmant el seu compromís amb les disposicions de la Carta de les Nacions Unides, especialment pel que fa al manteniment de la pau i la seguretat internacionals, el Consell va destacar la importància de garantir la integritat i la seguretat dels mantenidors de la pau de les Nacions Unides i millorar la relació amb els països que aporten contingents.

### Actes
El Consell de Seguretat va acordar adoptar les disposicions contingudes en els annexos de la resolució. Va demanar al Grup de Treball sobre les Operacions de Manteniment de la Pau que continués la seva tasca per millorar l'eficàcia de les operacions de manteniment de la pau de les Nacions Unides i avaluar i informar sobre l'aprovació de la resolució actual en un termini de sis mesos.

### Annex I

#### Principis de cooperació amb països que aporten contingents
Es va reconèixer que l'associació amb països que aporten contingents podrien reforçar-se si els Estats membres assumien la seva responsabilitat compartida de proporcionar personal, suport i facilitats a les Nacions Unides. Es va instar als països a assegurar-se que les seves tropes podien realitzar els mandats que se'ls assignaven i que tenien una formació efectiva i assistència de la Secretaria. La pròpia Secretaria va requerir els recursos humans i financers adequats per complir les tasques.

#### Problemes operatius
Es va encoratjar l'establiment de centres regionals de manteniment de la pau i es va demanar al Secretari General de les Nacions Unides que mantingués debats amb els països que aporten contingents durant les missions de manteniment de la pau per avaluar i aprendre lliçons per a futures missions i incloure aquesta informació en informes periòdics al Consell.
Veia les missions de reconeixement essencials en el desenvolupament de les operacions de manteniment de la pau. La capacitat de la Secretaria per recopilar informació i anàlisi necessitava ser reforçada perquè pogués donar un millor assessorament al Consell de Seguretat i als països que aporten contingents. Calia un programa eficaç d'informació pública per generar suport a les missions de manteniment de la pau.

#### Altres mecanismes
Una possibilitat era enfortir les operacions de manteniment de la pau utilitzant el Comitè d'Estat Major i mecanismes informals com el "Grup d'amics".

#### Seguiment
En un termini de sis mesos es valorarà l'eficàcia de les reunions amb països que aporten contingents amb vista a millorar possiblement el sistema.

### Annex II
El Consell de Seguretat va proposar que les consultes amb països que aporten contingents podrien tenir lloc en reunions públiques o privades del Consell de Seguretat i els països que aporten contingents; reunions de consulta amb els països que aporten contingents i reunions entre la Secretaria i els països que aporten contingents.